# Kodreti
Kodreti este o localitate din comuna Komen, Slovenia, cu o populație de 38 de locuitori.